# Genève (Schiff, 1896)
Die Genève ist ein ehemaliger Raddampfer der Compagnie Générale de Navigation sur le Lac Léman (CGN) auf dem Genfersee in der Schweiz. Der 1934 zum ersten dieselelektrisch angetriebenen Radmotorschiff umgebaute Dampfer ist heute das älteste Schaufelradschiff der Schweiz und als Sterbeort der österreichischen Kaiserin Elisabeth bekannt. Es liegt als Restaurantschiff in Genf.

## Geschichte

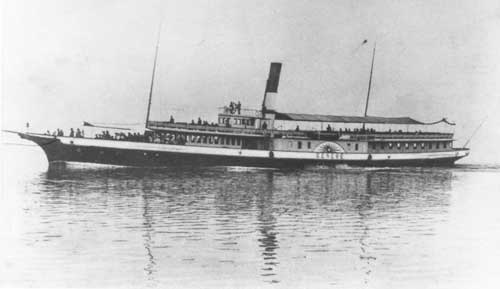
Das Schiff im Jahr der Indienststellung

Die 1892 beschlossene Schweizer Landesausstellung 1894 war Anlass für die CGN, einen neuen und größeren Schaufelraddampfer bei Gebrüder Sulzer zu ordern. Es war das erste Schiff, das Sulzer für den Genfersee baute. Der Zusammenbau des vorgefertigten und in Teilen angelieferten Schiffes erfolgte ab September 1895 auf einer Werft in Ouchy. Am 28. Mai 1896 wurde die Genève als dritter Zweideck-Salondampfer auf dem See in Dienst gestellt. Mit 29 km/h war er einer der schnellsten Schaufelraddampfer seiner Zeit.
1898 geriet das Schiff in die Schlagzeilen, als an Bord die österreichische Kaiserin Elisabeth verstarb. Sie war auf dem Weg vom Hotel Beau-Rivage zum Schiffsanleger vom Anarchisten Luigi Lucheni attackiert und verletzt worden und brach nach Ablegen des Schiffes bewusstlos zusammen, woraufhin die Genève umkehrte. Auf einer improvisierten Tragbahre aus Rudern und Stangen wurde die Kaiserin von Bord getragen.

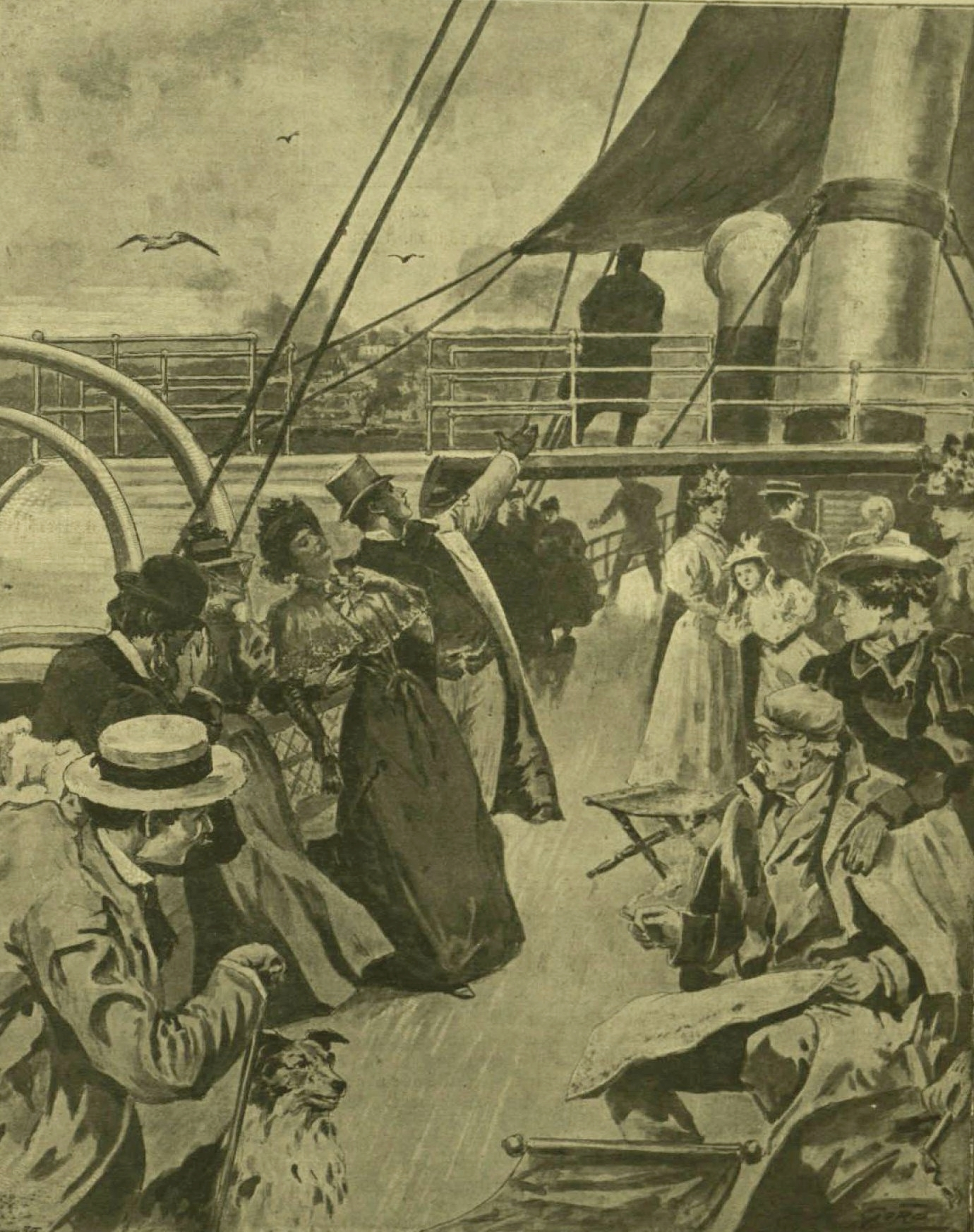
Illustration des Todes Kaiserin Elisabeths an Bord

Nach dem Ende des Ersten Weltkrieges sollten die Genève und die Léman aufgrund des vorherrschenden Materialmangels verschrottet worden. Sie waren dazu vom französischen Marineministerium für 390.000 Francs erworben worden. Allerdings scheiterte die Transaktion an der Verweigerung der Einfuhrgenehmigung für die beiden Schiffe.
Am 13. Mai 1928 kollidierte das Schiff in Pully aufgrund von beidseitigen Navigationsfehlern mit der Rhône. Durch den umstürzenden Mast wurden ein Passagier getötet und zwei weitere verletzt.
Durch die Weltwirtschaftskrise der Zwischenkriegszeit wurde die brennstoff- und personalintensive Dampfer-Flotte der CGN schnell unrentabel. Zur Personaleinsparung wurde die Genève im Jahr 1934 umfassend modernisiert und von Sulzer als erstes Schaufelradschiff mit einem dieselelektrischen Antrieb ausgerüstet. Die Schaufelräder wurden nun von Elektromotoren angetrieben. Für die Stromerzeugung standen zwei von je je 450 PS starken Dieselmotoren angetriebene Generatoren zur Verfügung. Zugleich wurden Aufbauten und Interieur des Schiffes modernisiert und machten die Genève nun zum modernsten Schiff auf dem See.
Nach der Schweizerischen Landesausstellung 1964 in Lausanne wurde die Genève in die Reserveflotte verlegt und bis 1970 noch gelegentlich eingesetzt, allerdings verringerte sich die Wartung des Schiffes drastisch. Nach der Inbetriebnahme der Chablais wurde das Schiff 1973 außer Dienst gestellt und aufgelegt. Die notwendigen Kosten für eine Instandsetzung wollte die CGN nicht mehr aufbringen.

### Sozialzentrum und Restaurantschiff
Um den bereits zur Verschrottung vorgesehenen Dampfer zu retten, wurde die Genève im Jahr 1974 von einem privaten Sozialverein um Pfarrer Jean-Gabriel Favre für 75.000 Franken erworben. Dank vieler Spender und der Behörden wurde das Schiff in den Folgejahren als Sozialprojekt von in Schwierigkeit geratenen Jugendlichen renoviert.
Heute dient das am Quai Gustave-Ador liegende Schiff als Restaurantschiff, die Versorgung von Obdachlosen respektive als Jugendzentrum. Der Verein «Bateau Genève» hat es sich zur Aufgabe gemacht, im Herzen der Stadt einen einladenden Ort für Menschen in Not zu schaffen, eine Art «Insel in der Stadt». Werktags werden an Bord rund 150 kostenlose Frühstücke an Bedürftige ausgegeben.
Das noch fahrtüchtige Schiff wird in regelmässigen Abständen in die Schiffswerft der CGN zur Kontrolle und Sanierung der Schiffsschale überführt, zuletzt 2013. Eine Renovierung in einen einsatzfähigen Zustand ist geplant.

## Bilder

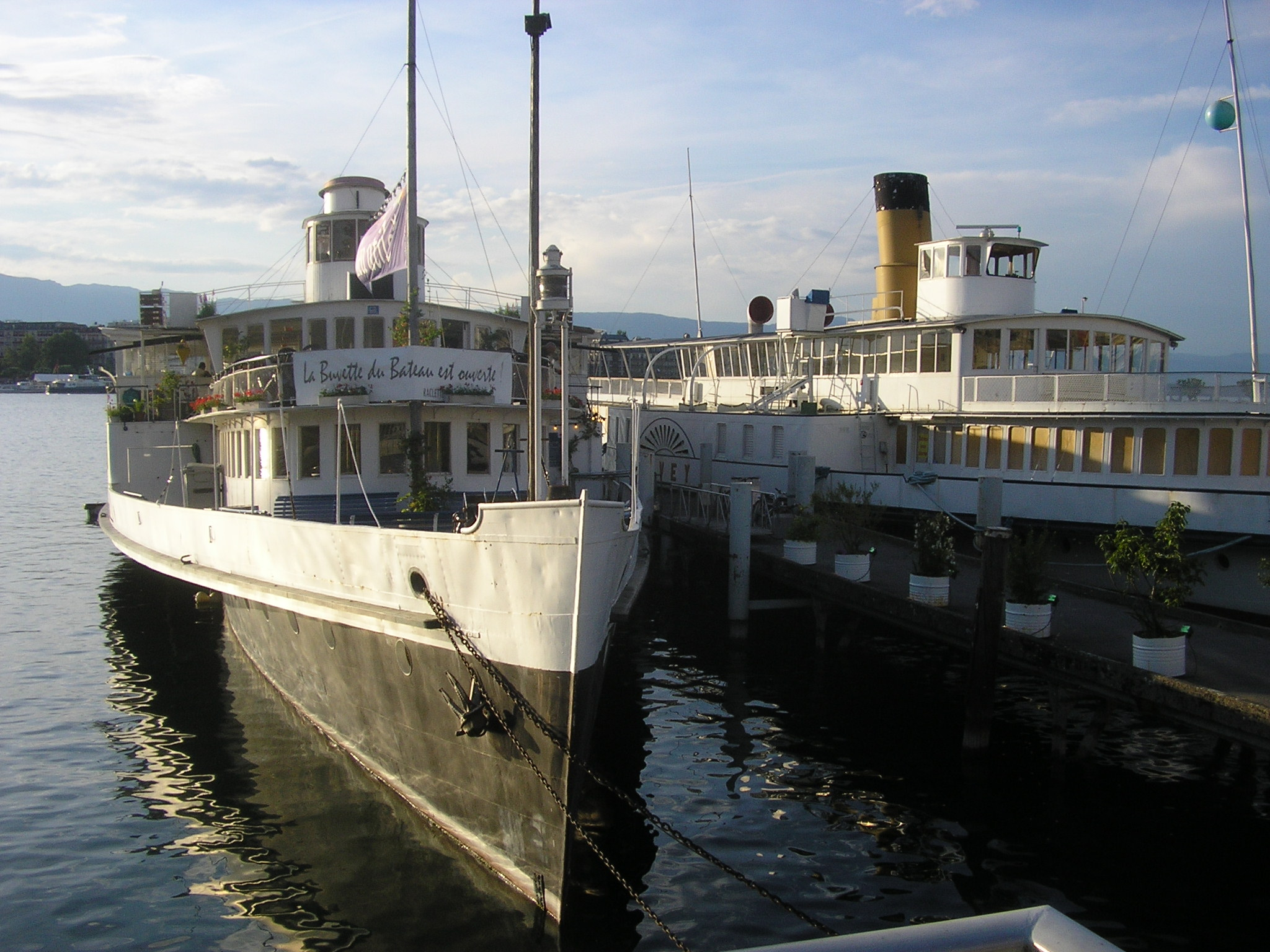
Die Vevey neben der Genève (2011)
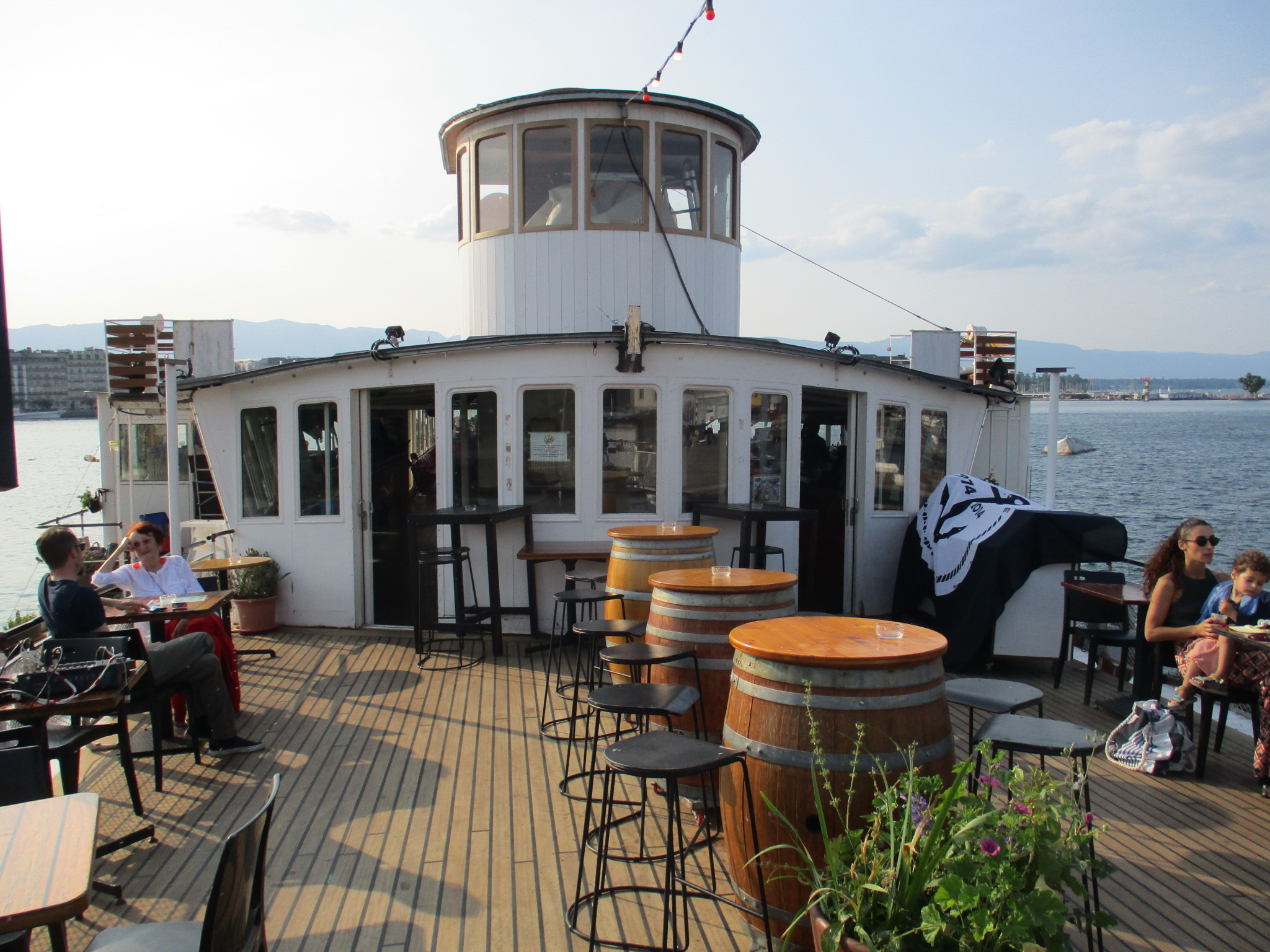
An Bord des Schiffes (2023)
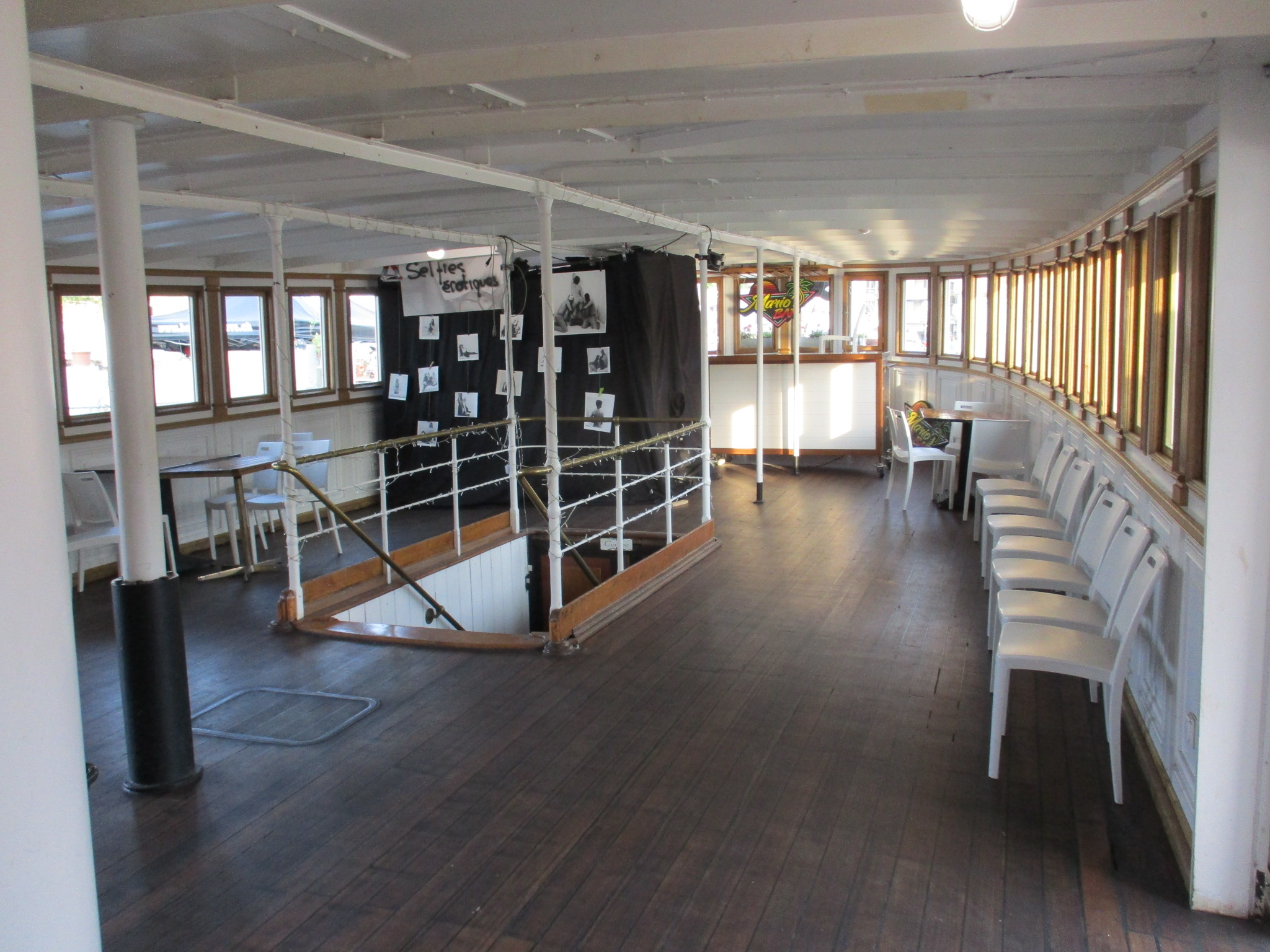
Vorderer Salon (2023)
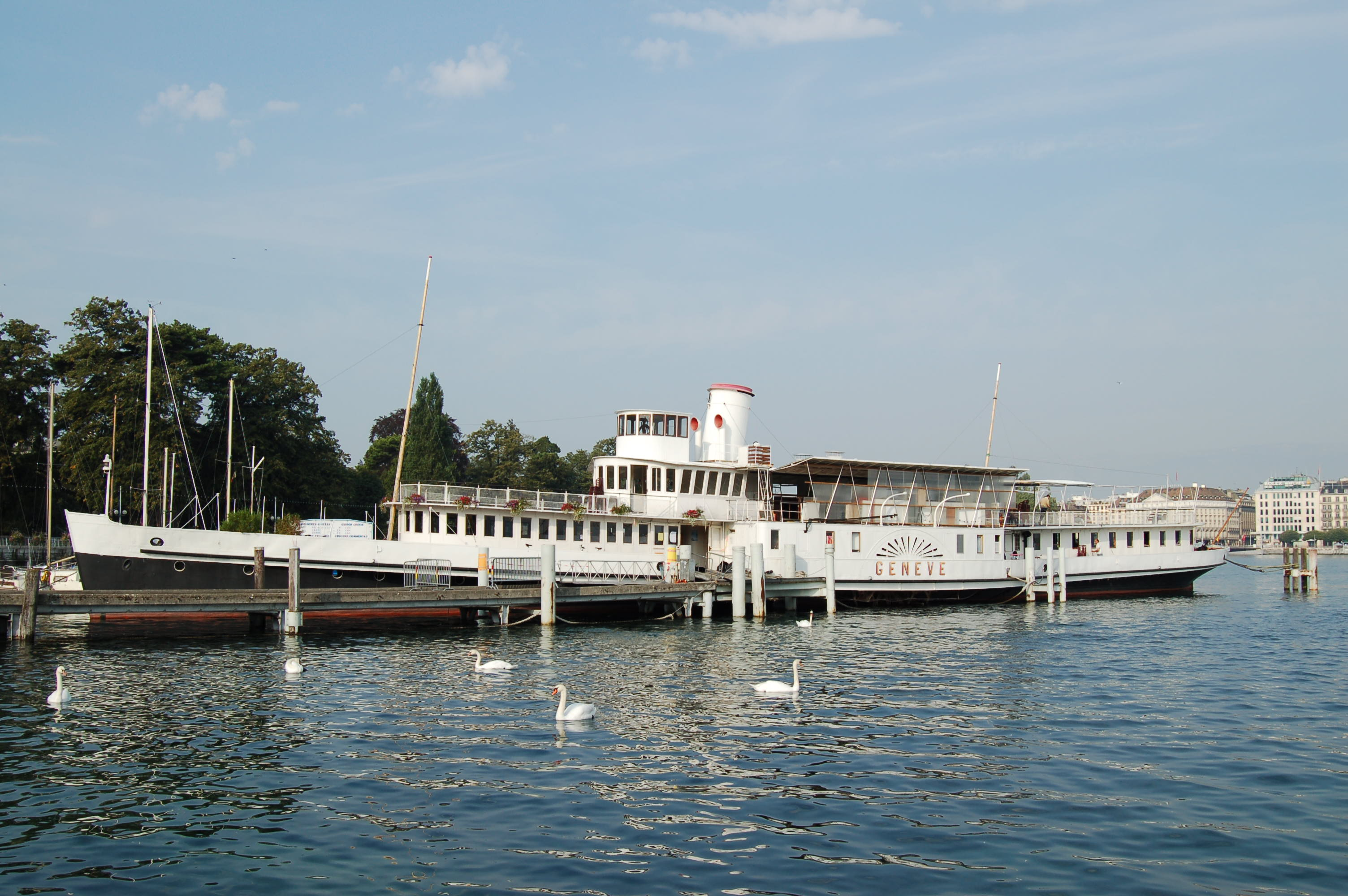
Seitenansicht (2006)